# Ruud Treffers
Ruud Treffers is een Nederlands diplomaat en bestuurder. Hij was ambassadeur in Kenia, Suriname en Indonesië en werd in 2008 de Nederlandse bewindvoeder bij de Wereldbank.

## Biografie
Treffers werd rond 1947/1948 geboren. Hij studeerde af in rechten aan de Erasmus Universiteit.
Hij werkte de eerste jaren van zijn carrière bij het Ministerie van Financiën. In 1977 ging hij verder als beleidsadviseur Ontwikkelingsbegroting voor het Ministerie van Buitenlandse Zaken. Na verschillende functies werd hij ambassadeur. In die functie diende hij in de periode 1995 tot 2005 in Kenia, Suriname en Indonesië. In februari 2002 werd hij bedreigd en werd een granaat naar zijn residentie gegooid. In 2005 werd hij directeur-generaal Internationale Samenwerking op het ministerie.
Eind 2008 werd hij de Nederlandse bewindvoeder bij de Wereldbank in Washington D.C.. Hier volgde hij Herman Wijffels op.